# Brott mot krigets lagar

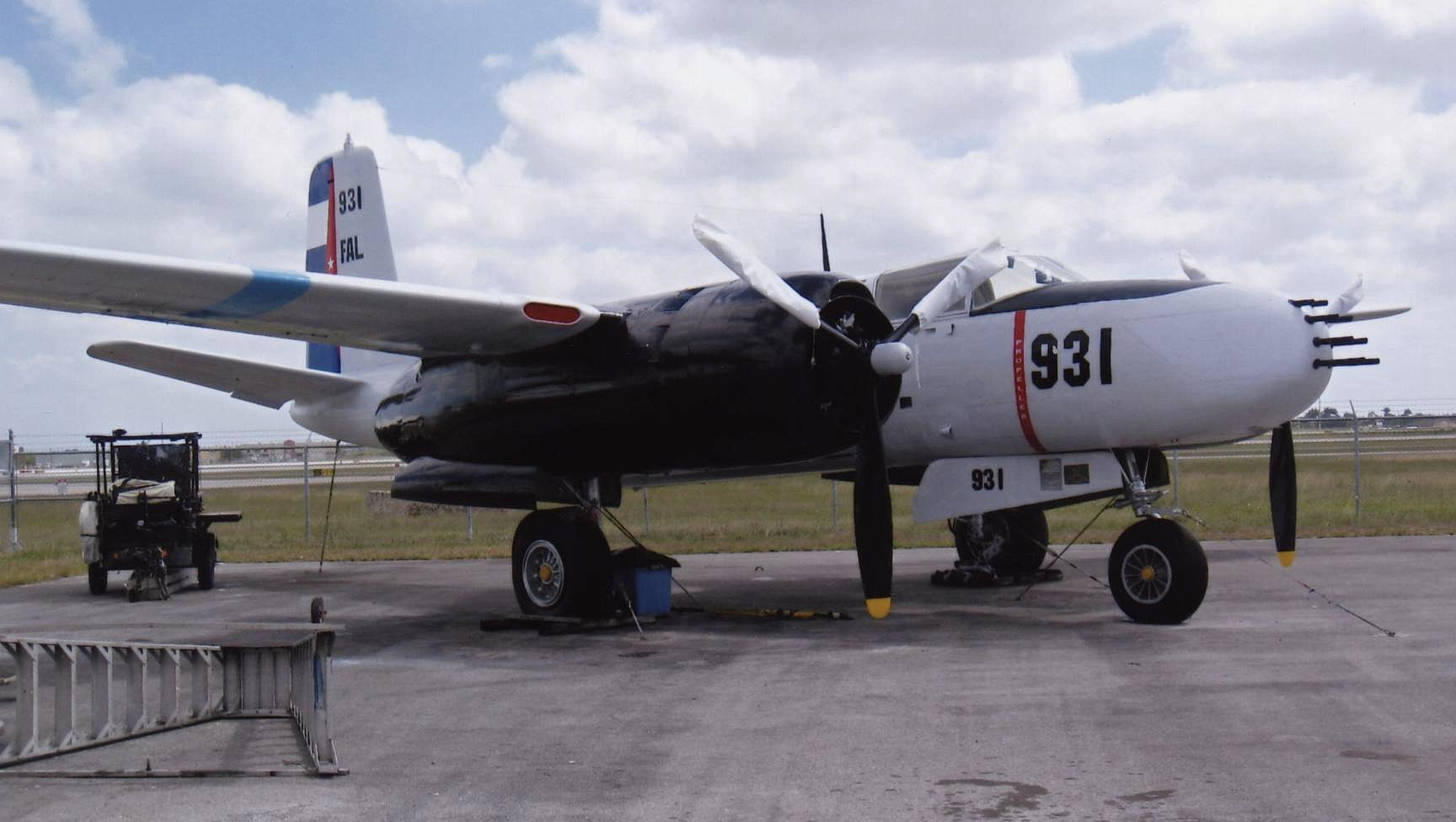
Att agera under falsk flagg är ett brott mot krigets lagar. Det här amerikanska bombflygplanet målades i kubanska revolutionära flygvapnets färger för att undgå bekämpning under Grisbuktsinvasionen 1961.

Brott mot krigets lagar, även kallat krigsförbrytelse, är straffbart enligt internationell rätt. Straff kan utdömas av internationella rättsorgan som Internationella brottmålsdomstolen. Det kan även förekomma nationella lagar om folkrättsbrott som kan medföra rättegång vid nationella domstolar.

## Krigets lagar
Krigets lagar är den del av folkrätten som reglerar krigförande och neutrala staters uppträdande i krig och under ockupation. Regelkomplexet består till största delen av skyddsregler, som går under samlingsbenämningen den internationella humanitära rätten i väpnade konflikter. Anfallskrig är förbjudna enligt FN:s stadga, och krigets humanitära lagar innebär inte att man godkänner krig men innebär ett försök att lindra mänskligt lidande i de krig som trots våldsförbudet förekommer. Folkrätten består av två slags regelsystem, dels de formaliserade internationella avtalen, traktaterna, dels den internationella sedvanerätten, som utvecklats genom staternas löpande praxis. Även krigets lagar består av såväl traktaträttsliga som sedvanerättsliga regler.
Krigets lagar kan också uppdelas i humanitär rätt, neutralitetsrätt och samt ockupationsrätt. Flera juridiska texter innehåller definitioner av krigsförbrytelser, bland annat Genèvekonventionerna och deras Tilläggsprotokoll, Haagkonventionerna, Kemvapenkonventionen, Konventionen om förbud mot antipersonella minor (Ottawakonventionen) och  Haagkonventionen om skydd för kulturegendom i händelse av väpnad konflikt. Vidare finns stadgan för den internationella militärdomstol som upprättades i Nürnberg efter andra världskriget, Nürnbergprocessen, liksom stadgar och rättspraxis vid Internationella krigsförbrytartribunalen för det forna Jugoslavien och motsvarande tribunal för Rwanda samt den internationella brottmålsdomstolens stadgar.
Dessutom definieras krigsförbrytelser också i flera olika länders nationella lagstiftning.

## Krigsförbrytelse

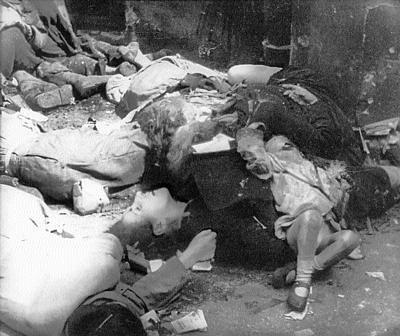
Polska kvinnor och barn mördade av Dirlewangerbrigaden i Warszawa i augusti 1944.

Krigsförbrytelser utgörs av grova brott mot internationella humanitära rättsnormer som begås under internationella eller interna väpnade konflikter.,
Exempel på handlingar som betraktas som krigsförbrytelser är
- deltagande i planering, inledning och förandet av anfallskrig.
- brott mot krigets lagar, vad gäller behandling av krigsfångar, slavarbete, barnsoldat och användandet av förbjudna vapen.
- brott mot mänskligheten, såsom upprättande av koncentrationsläger eller etnisk rensning.
- avsiktligt dödande av skyddad person (till exempel sårade eller sjuka soldater, krigsfångar, sjukvårdspersonal, själavårdspersonal, civilpersoner)[2][3]
- tortyr och omänsklig behandling av skyddad person
- avsiktligt orsakande av stort lidande eller handling som allvarligt hotar en skyddad persons fysiska integritet eller hälsa;
- anfall mot civilbefolkningen
- deportering eller illegal förflyttning av befolkningsgrupper
- bruk av förbjudna vapen eller krigsmetoder
- missbruk av det röda korset eller den röda halvmånen eller andra skyddssymboler
- plundring av offentlig eller privat egendom

## Domstolar

### Internationella brottmålsdomstolen
Internationella brottmålsdomstolen (ICC – International Criminal Court), bildades genom ett fördrag i Rom 1998 och etablerades som domstol 2002. Domstolen skall komplettera nationella domstolar när dessa inte kan eller vill åtala exempelvis krigsförbrytare. En del länder motsätter sig domstolens existens.

### Internationella krigsförbrytartribunalen för det forna Jugoslavien
Internationella krigsförbrytartribunalen för det forna Jugoslavien, The International Criminal Tribunal for the former Yugoslavia (ICTY) är en domstol som inrättades av FN:s säkerhetsråd 1993. Tribunalens ändamål är fyrfaldigt:
- att lagföra ansvariga för brott mot internationell humanitär rätt
- att bringa rättvisa åt offren
- att motverka fortsatta brott
- att bidra till en fredlig utveckling i f.d. Jugoslavien genom att med sin verksamhet främja försoningsprocessen i landet

### Nürnbergrättegångarna
Nürnbergprocessen är benämningen på den rättegång i Nürnberg 1945–1946, där segrarmakterna i andra världskriget ställde militära och politiska ledare från det besegrade Nazityskland inför rätta.

### Diverse domstolar
Speciella domstolar har upprättats för krigsförbrytelser bland annat i Sierra Leone och i Rwanda

## Krigsförbrytare
Krigsförbrytare är personer som gjort sig skyldiga till brott mot krigets lagar. Några personer som dömts som krigsförbrytare är
- Martin Bormann, dömd till döden i Nürnberg i sin frånvaro
- Karl Dönitz, dömd i Nürnberg, till 10 års fängelse
- Hermann Göring, dömd i Nürnberg år 1946 till döden genom hängning.
- Rudolf Hess, dömd i Nürnberg till livstids fängelse
- Jackie Arklöv, dömd i Sarajevo till åtta års fängelse 1995

## Problem
Tidigare brottmålstribunaler, som Nürnbergprocessen, har kritiserats för att representera segrarnas eller de starkastes rättvisa. I Nürnberg och Tokyo efter andra världskriget definierades brotten först efter att de hade begåtts. Englands och USA:s terrorbombning av tyska och Japanska städer betraktades inte som krigsbrott, inte heller till exempel Katynmassakern begången av Sovjetunionen. En svaghet är också att en del länder motsätter sig Internationella brottmålsdomstolens existens eller struntar i internationella domstolars utslag. Ett exempel är att USA 1986 fälldes av Internationella domstolen i Haag för sitt agerande i Nicaragua och dömdes till skadestånd. USA struntade i domen.
I en del fall har symboliska tribunaler upprättas på privata initiativ. Det gäller till exempel Russelltribunalen som granskade USA:s krig i Vietnam. Det har även förekommit att någon i en bok genomfört en rättegång, som i Christopher Hitchens bok Rättegången mot Henry Kissinger, där Kissinger anklagas för krigsförbrytelser, bland annat gentemot Vietnam, Cypern, Kambodja och Chile.

## Källhänvisningar
1. ↑  "krigsförbrytare". NE.se. Läst 26 juli 2014.
2. ↑  ”Grundläggande principer”. Svenska Röda Korset. Arkiverad från originalet den 31 december 2018. https://web.archive.org/web/20181231092433/https://www.redcross.se/vart-arbete/k2/krigets-lagar/grundlaggande-principer-och-regler/. Läst 31 december 2018.
3. ↑  ”Röda Korsets symboler räddar liv”. web.archive.org. 28 september 2007. Arkiverad från originalet den 28 september 2007. https://web.archive.org/web/20070928021105/http://www.redcross.se/rksf/sfdesign.nsf/main?openagent&size=&layout=Detta_RK&docid=40E44385B9A60B2AC1256DD3005850B1&menu0=2&menu1=0. Läst 31 december 2018.